# Miedzianka (góra)
Miedzianka (354 m n.p.m.) – szczyt w Górach Świętokrzyskich, zachodni kraniec Grzbietu Chęcińskiego. Nazwany od występującej tam rudy miedzi ma zbocza podziurawione licznymi szybami.

## Historia
Dzięki złożom pierwsza wzmianka o Miedziance pochodzi z XV wieku. Za czasów Króla Zygmunta III Wazy rozpoczęto wydobycie na szeroką skalę. Z tego okresu pochodzi pierwszy polski kodeks górniczy opracowany przez żupnika chęcińskiego Jana Płaza. W XVIII wieku w Miedziance drążyli również górnicy z Węgier i Niemiec. W następnym wieku próbowano jeszcze ocenić złoża, ale wszelkie działania przerwała kampania napoleońska. Również próby wznowienia eksploatacji w 1817 roku, zainicjowane przez Stanisława Staszica, spełzły na niczym.
Na bogate złoża wysokoprocentowej rudy miedzi trafili w roku 1902 bracia Stanisław i Bolesław Łaszczyńscy. Stanisław zastosował po raz pierwszy opracowaną przez siebie elektrolityczną metodę otrzymywania miedzi. Po wybuchu I wojny światowej kopalnie przejęli Austriacy, którzy intensywną eksploatacją przyczynili się do prawie całkowitego wyczerpania złoża. Po I wojnie światowej prowadzono jeszcze próby wznowienia działalności kopalni, ale ilość rudy nie wystarczała na pokrycie kosztów eksploatacji. Bezowocne poszukiwania rudy miedzi prowadzono jeszcze w latach 1949–1954.

## Ochrona przyrody
Od roku 1958 całe wzniesienie objęto ochroną prawną przez ustanowienie na jego terenie rezerwatu przyrody Góra Miedzianka. Dzięki temu chronione są nie tylko powierzchniowe formy skale, roślinność i zwierzęta, ale również ślady prac górniczych z dawnych wieków, oraz zjawiska krasowe. Wzniesienie kryje w sobie około 4 km korytarzy górniczych i 10 jaskiń. Można je zwiedzać po uzyskaniu zezwolenia Wojewódzkiego Konserwatora Przyrody w Kielcach.

## Turystyka
Z Miedzianki rozciąga się rozległa panorama. W pogodne dni możemy ujrzeć odległe o 40 km Łysogóry, a przy bardzo dobrej widzialności nawet Tatry oddalone o ponad 180 km. Od północy horyzont tworzy Pasmo Oblęgorskie, u którego stóp ściele się padół strawczyński z widocznymi kościołami w Chełmcach i Piekoszowie, od zachodu widać Zajączków (w większej części zasłonięty drzewami) i Pasmo Przedborsko-Małogoskie, od południa, pod nami wieś Miedzianka, wyżej na horyzoncie łagodne szczyty Grząbów Bolmińskich, a od południowego wschodu – Dolina Chęcińska zwieńczona sylwetą gotyckiego zamku w Chęcinach. Tuż na lewo, ale znacznie bliżej widać pozostałości po dawnych górach, które w wyniku eksploatacji wapienia przestały istnieć (Ołowianka, Kozi Grzbiet, Gajasowa i Sowy). Współcześnie wydobycie wapieni prowadzi się w kamieniołomie Ostrówka, na wschód od Miedzianki.
Przez szczyt przechodzi żółty szlak turystyczny z Wiernej Rzeki do Chęcin.
Atrakcje turystyczne
- Muzeum Górnictwa Kruszcowego
- Jaskinia Nowa na Miedziance (północno-zachodnie zbocze góry)
- Schronisko Zachodnie na Miedziance (ścianka skalna na zachodnim zboczu)
- Schronisko Zakryte (zachodnie zbocze)
- Jaskinia Południowa na Miedziance (południowe zbocze góry)
- Schronisko Dwutorowe na Miedziance (pod zachodnim szczytem góry)
- Jaskinia Hematytowa (dolna część południowego zbocza)
- Schronisko z Mostem Skalnym (południowo-wschodnie zbocze góry)
- Jaskinia Psia (wschodnie zbocze)
- Jaskinia w Sztolni Zofia na Miedziance (zachodnie zbocze)
- Jaskinia w Sztolni Teresa na Miedziance (wschodnie zbocze)

## Miedzianka w literaturze
Miedzianka została uwieczniona również w literaturze. Dawna kopalnia posłużyła urodzonemu w 1925 roku w Kielcach pisarzowi Edmundowi Niziurskiemu za tło do powieści dla młodzieży pt. Księga Urwisów. Na jej podstawie w 1954 roku został zrealizowany film Tajemnica dzikiego szybu. Zdjęcia kręcono w miejscu dawnych prac wydobywczych na Miedziance oraz na terenie Szkoły Podstawowej w Zajączkowie.